# John James Bentley
John James Bentley, altresì noto come JJ Bentley (Chapetown, giugno 1860 – Chapetown, settembre 1918), è stato un allenatore di calcio e calciatore inglese, noto soprattutto per aver allenato Bolton e Manchester United.

## Carriera
Inizia a giocare in uno dei club più antichi d'Inghilterra, il Turton. È dimostrato infatti che fu il Turton FC ad insegnare al Christ Church FC (oggi noto come Bolton Wanderers) a praticare il calcio sotto le regole della London Association Game. La prima partita di Bentley risale al novembre del 1978: quando agli uomini del Turton FC mancava un elemento, subentrò lui. Da allora s'impone come difensore. Dal 1879 intrattiene rapporti con i giornali locali, scrivendo sugli incontri del Turnon: sotto uno pseudonimo, Bentley decide di scrivere i resoconti delle partite, contribuendo regolarmente alla redazione del Cricket and Football Field, giornale settimanale di Bolton. Nel settembre 1880, su invito della Darwen FC, è fondata la Lancashire County Football Association. Durante un incontro di FA Cup il Turton ospita lo Sheffield Wednesday: in questa occasione Bentley è nominato primo capitano della società. In seguito diviene prima segretario e poi tesoriere del Turton.
A 22 anni, nel 1982, diviene ragioniere ad Acresfield, presso Bolton. La sua attività è economicamente fiorente e nel 1885 lascia definitivamente il calcio giocato. Nel 1886 lascia la città per trasferirsi a Manchester dove entra nell'editoria, lavorando per The Athletic News, The Daily Express, The Daily Mail e "Football chat", un settimanale. L'anno seguente è contattato da William McGregor riguardo ad una formazione della Football League, il Bolton, per la sua influenza sul calcio nel Lancashire. Guida la società fino al 1895, sotto la presidenza di McGregor. Entra nel comitato fondatore del campionato di calcio. Nel 1910 è eletto membro a vita del comitato di gestione della Football League. Nel 1912, dopo circa quindici anni, lascia l'incarico di allenatore del Turton.
Nel 1912 viene chiamato alla guida del Manchester United ma il suo mandato è fallimentare e la società sfiora la retrocessione: nel 1914 Bentley cede la gestione del club a Jack Robson. Nonostante ciò, rimane nello staff dello United fino al 1916, quando si ritira per motivi di salute. Successivamente diviene vicepresidente della FA e presidente del Turton.